# Hilário (filósofo)
Hilário (em latim: Hilarius) foi um filósofo romano do século IV, ativo durante o reinado conjunto dos imperadores e Valentiniano II (r. 375–392) e Teodósio I (r. 378–395). Segundo o sofista Libânio, esteve ativo em Antioquia em 388, mas transferiu-se para a Grécia em 390.